# Лобунець Кирило Сергійович
Кири́ло Сергі́йович Лобуне́ць — старший солдат Збройних сил України.
Станом на 2016 рік — студент, Житомирський технологічний університет.

## Нагороди
14 серпня 2014 року — за особисту мужність і героїзм, виявлені у захисті державного суверенітету та територіальної цілісності України, вірність військовій присязі під час російсько-української війни, відзначений — нагороджений орденом «За мужність» III ступеня.